# 秋元なつみ
秋元 なつみ（あきもと なつみ、1985年8月25日 - ）は、日本の元AV女優。
愛知県出身。血液型:A型。身長:154cm。スリーサイズ:B86(D)・W58・H85。

## 略歴
2005年7月に『SUMMER ANGEL』でAVデビュー。
2006年春にAVを引退。

## 出演作品

### アダルトビデオ
- SUMMER ANGEL（2005年7月22日、ミリオン）
- Beautiful Girl 完全版（2005年8月19日、ミリオン）
- ロデオクイーン 完全版（2005年9月23日、ミリオン）
- 秋元なつみ 4時間（2005年10月21日、ミリオン）
- 風俗フルコース 完全版（2005年11月18日、ミリオン）
- 顔は東京 カラダは車中!! 完全版（2005年12月23日、ミリオン）共演:早坂ひとみ、小沢菜穂
- イカセ4時間 完全版（2006年1月20日、ミリオン）
- 今、秋元なつみの騎乗位がスゴすぎる!（2006年1月20日、ミリオン）
- 僕だけのアイドル 女子校生 完全版（2006年2月17日、ミリオン）
- VERY BEST OF 秋元なつみ 完全版（2006年4月28日、ミリオン） ※総集編
- 完全撮りおろしスーパースター 4時間SPECIAL 3 （2006年5月19日、ミリオン）他出演:小沢菜穂、神谷姫、如月カレン、あいみ、上戸あい、綾瀬メグ、桜朱音、春咲あずみ、早乙女優

他